# Junkers T 19
Lo Junkers T 19, precedentemente indicato come J 19, fu un aereo da turismo e addestramento bi-triposto, monomotore, monoplano ad ala alta a parasole, sviluppato dall'azienda aeronautica tedesca Junkers Flugzeugwerke AG nei primi anni venti.
Caratterizzato, come tutta la gamma di velivoli Junkers dell'epoca, dalla costruzione interamente metallica, non raggiunse la produzione in serie a causa dell'eccessivo costo di acquisto e venne realizzato in solo tre esemplari, uno dei quali impiegato dal costruttore stesso come laboratorio volante per lo sviluppo dei propri motori.

## Storia del progetto
Con la fine della prima guerra mondiale Hugo Junkers decise di avviare lo sviluppo di un modello destinato al mercato civile, un velivolo che potesse soddisfare le esigenze del pilota privato e della scuola di volo.
Lo sviluppo del modello si deve a Ernst Zindel, in qualità di capo progettista dell'ufficio tecnico Junkers, il quale con la collaborazione di Staerke, Haseloff e Freundel, disegnò un velivolo di costruzione interamente metallica, principalmente in duralluminio, con struttura tubolare ricoperta dalla caratteristica e singolare superficie in metallo ondulato già utilizzato nella precedente produzione.
L'ala monoplana era montata a sbalzo, priva delle aste di controvento normalmente utilizzate per irrigidire la struttura negli altri velivoli con ala a parasole, con piano alare a corda costante ed estremità arrotondate. Dotata di alettoni, questi erano a corda corta e larga, con bordi posteriori curvi che sporgevano oltre quello dell'ala. Il collegamento alla fusoliera era assicurato da quattro gruppi di montanti a "v" e "v rovesciata" attaccati ai longheroni dell'ala superiore.
La fusoliera, piatta ai lati, integrava il lungo abitacolo aperto che occupava lo spazio tra i bordi d'entrata e d'uscita del piano alare, con il posto del pilota, protetto da un parabrezza, posizionato subito dietro al motore e la parte posteriore, configurabile per uno o due posti a sedere, accessibile da un portellino laterale di forma triangolare posto sul lato destro. L'impennaggio, di disegno classico monoderiva, era caratterizzato dai piani orizzontali posizionati alti sulla fusoliera, dotati di equilibratori bilanciati "a corno". La combinazione della deriva triangolare e timone dal taglio dritto, che si estendeva dal fondo della fusoliera tra i due stabilizzatori, dava alla superficie verticale un aspetto piuttosto appuntito. Il carrello, di tipo ad assorbimento flessionale, era costituito da gambe di forza principali, dotate di elementi ammortizzanti, montate sui longheroni della fusoliera superiori, integrato posteriormente da un pattino di coda.
Indicato inizialmente come J 19, poi cambiato in T 19, il modello fu il primo di tre progetti destinati al mercato dell'aviazione civile, tuttavia proprio per le caratteristiche costruttive e gli alti costi di produzione non poteva competere con i modelli offerti dalla concorrenza, ancora con struttura lignea ricoperta in tela.

## Impiego operativo
Il T 19 volò per la prima volta il 14 luglio 1922, equipaggiato con un motore Siemens-Halske Sh 4, un radiale a 5 cilindri raffreddato ad aria da 55 hp  (41 kW). Successivamente venne montata una diversa motorizzazione, prima il 7 cilindri radiale Siemens-Halske Sh 5 da 77 hp (57 kW), quindi il 9 cilindri radiale Siemens-Halske Sh 12 da 110 hp (82 kW). Il secondo T 19 venne usato come banco di prova volante e fu il primo velivolo Junkers a volare con il primo motore sviluppato in proprio dall'azienda, lo Junkers L1, costruito nel 1921, un 6 cilindri in linea raffreddato ad aria da 75 hp (56 kW). In seguito volò con un Armstrong Siddeley Genet del 1926. Il terzo T 19 venne venduto in India.